# Simon Roussin (pilote)
Pour les articles homonymes, voir Roussin et Simon Roussin.
Simon Roussin est un pilote automobile de stock-car né le 26 août 1981 à Québec, Québec (Canada). Il est le fils de l'ancien pilote de stock-car Michel Roussin et le frère du hockeyeur Dany Roussin.
Après des débuts dans des classes de développements à l'Autodrome Montmagny au début des années 2000, il passe à la catégorie LMS en 2004 dans la série IMAX Québec, puis dans la Série nationale Castrol en 2005 et 2006 et la Série ACT Castrol en 2007. Faute de budget pour continuer dans la série ACT, il se tourne vers la Série Sportsman Québec en 2008 et devient champion dès sa première année. Il répétera l'exploit en 2011.
Au terme de la saison 2012, il compte 12 victoires et 26 top 5 en 50 départs dans cette série.
À son palmarès, il faut ajouter deux top 5 et douze top 10 en 28 départs en Série nationale Castrol et cinq top 10 en onze départs en Série ACT Castrol. Il fait un retour en ACT en 2015.